# Trias disciflora
Trias disciflora là một loài thực vật có hoa trong họ Lan. Loài này được (Rolfe) Rolfe miêu tả khoa học đầu tiên năm 1896.